# Ван Волфсвинкел, Рикки
Ри́кки ван Волфсви́нкел (нидерл. Ricky van Wolfswinkel; род. 27 января 1989, Вауденберг, Утрехт) — нидерландский футболист, нападающий клуба «Твенте». Выступал за сборную Нидерландов.

## Клубная карьера
Ван Волфсвинкел является воспитанником «Витесса». В 2007 году он получил награду как лучший бомбардир молодёжного первенства. За основную команду ван Волфсвинкел дебютировал 5 апреля 2008 года, заменив за 5 минут до конца матча со «Спартой» Санти Колка. Этот матч остался для молодого футболиста единственным в сезоне 2007/08, но в следующем он закрепился в основном составе. В матче против «Де Графсхапа» ван Волфсвинкел впервые вышел в стартовом составе, а в своём третьем матче чемпионата забил первый гол (снова против «Спарты»). В итоге он забил в Эредивизие 2008/09 8 голов и стал лучшим бомбардиром команды.
Летом 2009 года ван Волфсвинкел перешёл в «Утрехт», с которым подписал 4-летний контракт. Он дебютировал за новую команду в матче против «Валвейка», которому забил уже на третьей минуте, как оказалось, победный гол. По ходу сезона ван Волфсвинкел оказался на скамейке запасных, но к концу снова вернулся в основу. По окончании чемпионата «Утрехт» получил возможность побороться за место в Лиге Европы 2010/11, и успешно им воспользовался. В плей-офф были разбиты «Гронинген» и «Рода», а ван Волфсвинкел забил им 4 мяча. Чтобы пробиться в групповой этап Лиги Европы, «Утрехт» прошёл квалификационный и стыковой раунды. В них ван Волфсвинкел забил 6 мячей, в том числе хет-трик в ворота «Селтика», когда его клубу нужно было отыгрываться после гостевого поражения 0:2. Забив в национальном чемпионате 2010/2011 9 голов в 8 матчах, ван Волфсвинкел возглавил его список бомбардиров.
Летом 2011 года ван Волфсвинкел перешёл в «Спортинг Лиссабон», с которым подписал 4-летний контракт. С сезона 2013/2014 перешёл в английский «Норвич Сити». 6 августа 2014 года Рикки перешёл во французский клуб «Сент-Этьен» на правах аренды. 25 сентября забил свой первый гол за «Сент-Этьен». В июне 2016 года вернулся в «Витесс». В сезоне 2016/17 стал лучшим бомбардиром команды, забив 20 голов в чемпионате. В июне 2017 года перешёл в швейцарский «Базель», подписав с клубом контракт на три года.
21 июля 2021 года подписал двухлетний контракт с «Твенте».

## Сборная
Ван Волфсвинкел выступал за юношеские сборные Нидерландов, а затем и за молодёжную команду. В октябре 2010 года ван Волфсвинкел завершил выступление за молодёжную команду, после того как она в стыковых матчах уступила путёвку на чемпионат Европы 2011 года Украине. В августе 2010 года ван Волфсвинкел дебютировал в основной национальной команде, когда Берт ван Марвейк не вызвал на товарищескую игру с Украиной футболистов, игравших на чемпионате мира.

## Достижения
«Витесс»
- Обладатель Кубка Нидерландов: 2016/17

«Базель»
- Обладатель Кубка Швейцарии: 2018/19

## Статистика

### Клубная карьера
| Клуб    | Сезон   | Лига | Лига | Кубок | Кубок | Плей-офф | Плей-офф | Европа | Европа | Всего | Всего |
| Клуб    | Сезон   | Игры | Голы | Игры  | Голы  | Игры     | Голы     | Игры   | Голы   | Игры  | Голы  |
| ------- | ------- | ---- | ---- | ----- | ----- | -------- | -------- | ------ | ------ | ----- | ----- |
| Витесс  | 2007-08 | 1    | 0    | 0     | 0     | —        | —        | —      | —      | 1     | 0     |
| Витесс  | 2008-09 | 32   | 8    | 2     | 0     | —        | —        | —      | —      | 34    | 8     |
| Витесс  | Всего   | 33   | 8    | 2     | 0     | —        | —        | —      | —      | 35    | 8     |
| Утрехт  | 2009-10 | 31   | 7    | 1     | 1     | 4        | 4        | —      | —      | 36    | 12    |
| Утрехт  | 2010-11 | 18   | 11   | 2     | 0     | —        | —        | 11     | 8      | 31    | 19    |
| Утрехт  | Всего   | 49   | 18   | 3     | 1     | 4        | 4        | 11     | 8      | 67    | 31    |
| Карьера | Карьера | 82   | 26   | 5     | 1     | 4        | 4        | 11     | 8      | 102   | 39    |

### Список матчей за сборную
| Матчи ван Волфсвинкела за сборную Нидерландов | Матчи ван Волфсвинкела за сборную Нидерландов | Матчи ван Волфсвинкела за сборную Нидерландов | Матчи ван Волфсвинкела за сборную Нидерландов | Матчи ван Волфсвинкела за сборную Нидерландов | Матчи ван Волфсвинкела за сборную Нидерландов |
| --------------------------------------------- | --------------------------------------------- | --------------------------------------------- | --------------------------------------------- | --------------------------------------------- | --------------------------------------------- |
| №                                             | Дата                                          | Соперник                                      | Счёт                                          | Голы ван Волфсвинкела                         | Соревнование                                  |
| 1                                             | 11 августа 2010                               | Украина                                       | 1:1                                           | —                                             | Товарищеский матч                             |
| 2                                             | 7 июня 2013                                   | Индонезия                                     | 3:0                                           | —                                             | Товарищеский матч                             |

Итого: 2 матча / 0 голов; 1 победа, 1 ничья, 0 поражений.